# Quateiella freyi
Quateiella freyi är en tvåvingeart som beskrevs av Oswald Duda 1936. Quateiella freyi ingår i släktet Quateiella och familjen dyngmyggor. Inga underarter finns listade i Catalogue of Life.